# Tożsamość śledztwa
Tożsamość śledztwa (ang. Shattered, 2010) – kanadyjski serial kryminalny nadawany przez stację Showcase. W Polsce jest emitowany od 29 listopada 2010 roku na kanale Universal Channel.

## Opis fabuły
Cierpiący na zaburzenia osobowości detektyw Ben Sullivan (Callum Keith Rennie) zaczyna pracę z Amy Lynch (Camille Sullivan), która postanawia wykorzystać jego „chorobliwe” umiejętności. Wspólnie zmuszeni są zatuszować tragiczną w skutkach strzelaninę.

## Obsada
- Callum Keith Rennie jako Ben Sullivan
- Molly Parker jako Ella Sullivan
- Camille Sullivan jako Amy Lynch
- Karen LeBlanc jako sierżant Pam "T.C." Garrett
- Clé Bennett jako John "Hall" Holland
- Martin Cummins jako Terry Rhodes